# Rogówka (Tumanek)
Rogówka – część wsi Tumanek w Polsce, położona w województwie mazowieckim, w powiecie wyszkowskim, w gminie Wyszków.
W latach 1975–1998 Rogówka administracyjnie należała do województwa ostrołęckiego.